# Zeil (Frankfurt nad Menem)
Zeil (niem. dosłownie: pierzeja, linia) – ulica w śródmieściu Frankfurtu nad Menem. Od końca XIX wieku należy do najbardziej znanych, a zarazem osiągających największe obroty ulic handlowych w Niemczech. Wcześniej znana była przede wszystkim z wytwornych zajazdów i pałacyków z epoki klasycyzmu. Zachodnia część ulicy stanowi od lat 70. XX wieku wraz z Freßgass główną część strefy pieszej i jest obustronnie zakończona rozległymi placami, An der Hauptwache na zachodzie i Konstablerwache na wschodzie. Wschodnia część ulicy, dawniej zwana Neue Zeil, stanowi połączenie Konstablerwache z Friedberger Anlage.

## Historia

### Średniowiecze

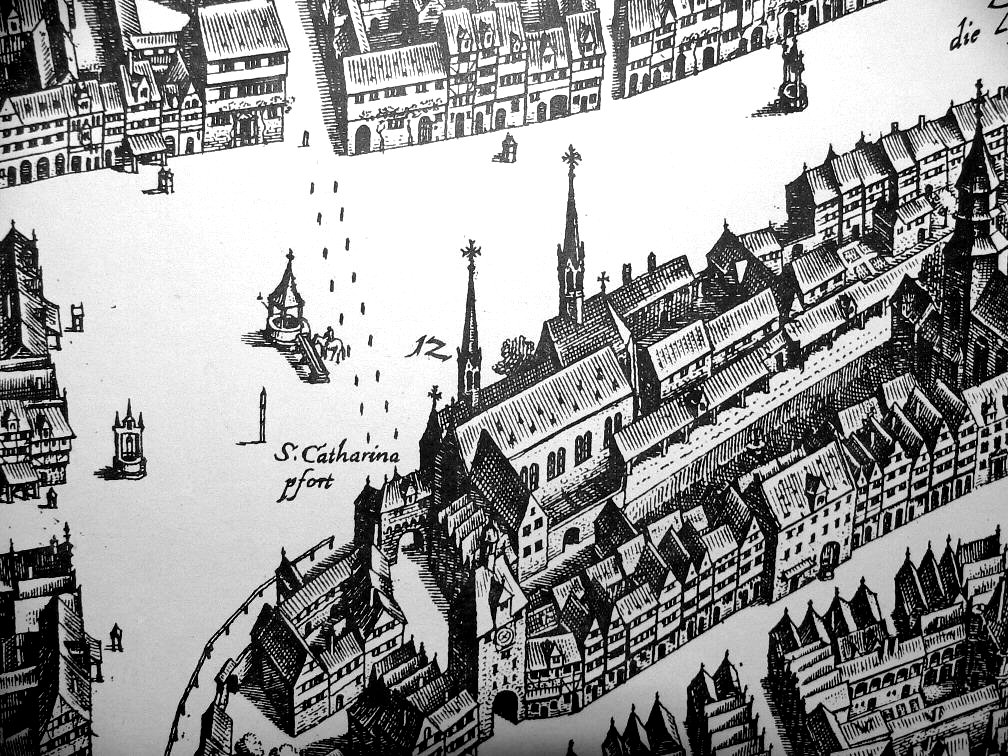
Zachodnie zakończenie Zeil w 1628 r.

Zeil przebiega równolegle do północnej (zewnętrznej) strony dawnych murów z czasów Hohenstaufów (XII w.). Poza murami znajdował się wówczas targ, na którym handlowano bydłem. Po założeniu Nowego Miasta w 1333 powstała przed murami początkowo tylko jedna pierzeja domów, znajdująca się po północnej stronie ulicy biegnącej przed murem. Po jej południowej stronie nadal znajdowała się fosa, którą zasypano dopiero w XVI w., a w jej miejscu zbudowano domy. Tzw. plan oblężenia miasta Fabera z 1552 oraz plan widokowy Meriana z 1628 r. ukazują proces powstania południowej strony Zeilu. Także po powstaniu zabudowy Zeil pozostał najszerszą ulicą we Frankfurcie.

### XVIII w.
W 1730 r. zbudowano na zachodnim krańcu Zeil barokowy budynek Hauptwache (Głównego Odwachu), który był kwaterą gwardii miejskiej i aresztem. Mieszczący dziś kawiarnię budynek dał nazwę otaczającemu go placowi. Nad placem góruje wieża najstarszego budynku w tym rejonie, konsekrowanego w 1681 kościoła św. Katarzyny. Powstały na drugim, wschodnim końcu pierwotnej Zeil odwach dla miejskich konstabli został w 1822 wyburzony, powstały jednak później w tym rejonie plac nosi na jego pamiątkę do dziś nazwę Konstablerwache.
W 1742 r., mimo oporu Habsburgów, wybrano i ukoronowano we Frankfurcie przedstawiciela dynastii Wittelsbachów Karola VII, który musiał pozostać w mieście, gdyż austriackie wojska zajęły jego siedzibę, Monachium. Karol VII za tymczasową siedzibę przyjął zatem pałac Barckhausena przy Zeil, co oznaczało znaczną nobilitację dla ulicy. Trzy lata później Karol VII zmarł, zaś koronę Świętego Cesarstwa Rzymskiego przejęli ponownie Habsburgowie. Zeil rozwijał się jednak nadal, należąc do najbardziej wytwornych ówczesnych bulwarów.

### XIX w.

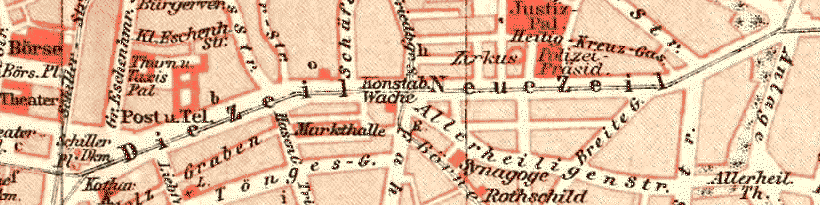
Zeil na planie z 1893 r.

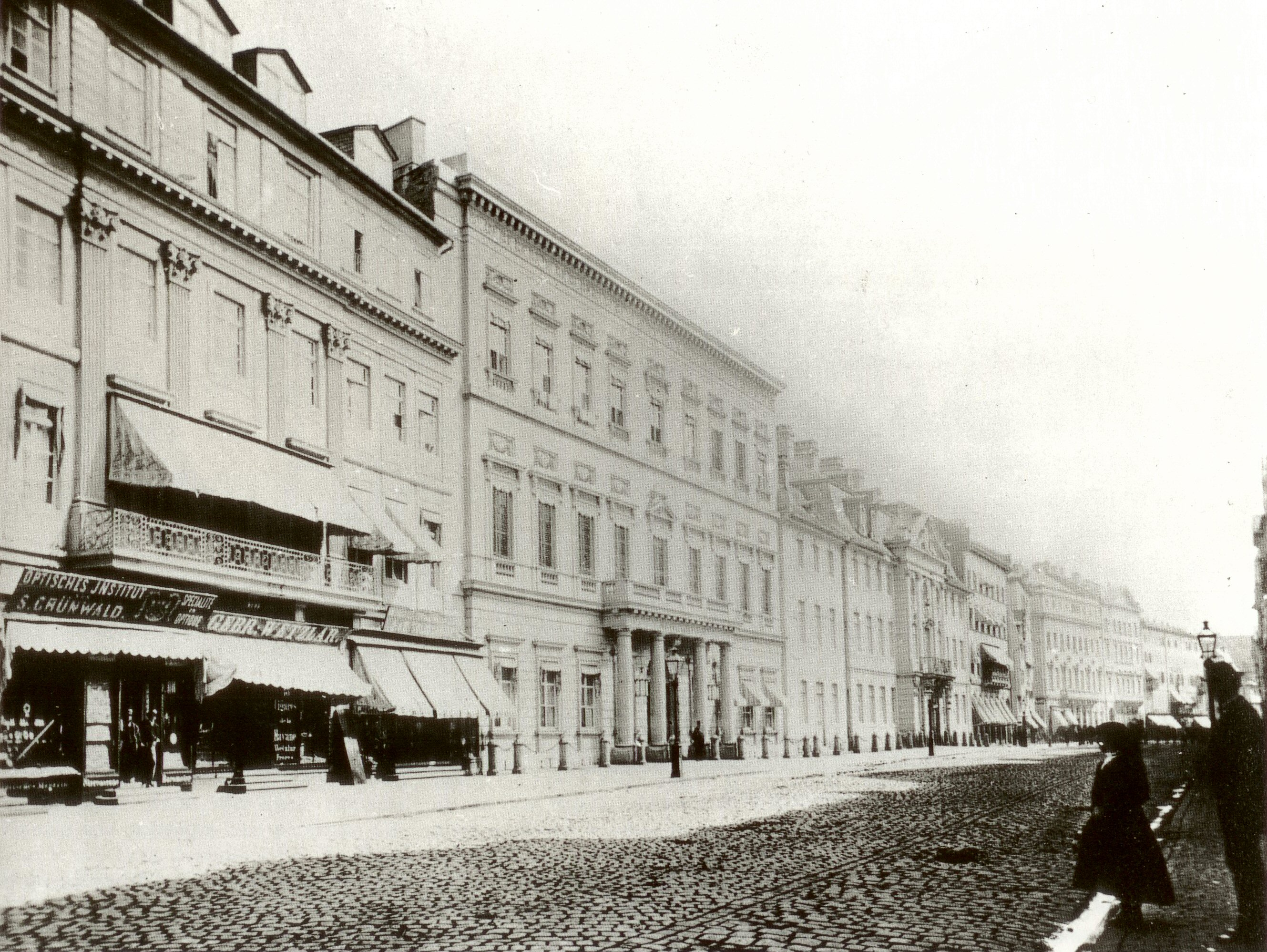
Północna pierzeja Zeil w 1875; kolejno Rotes Haus, Russischer Hof i Darmstädter Hof

W końcu XVIII i na początku XIX stulecia powstało wzdłuż Zeil wiele budynków klasycystycznych. Najważniejszy z nich to wzniesiony w 1797 r. przez Nicolasa de Pigage w miejscu dawnej zagrody dla bydła Russischer Hof (Dwór Rosyjski), pałac miejski dla handlarza jedwabiem Franza Marii Schweitzera. Ów kupiec zmarł w 1812 r., zaś jego spadkobiercy sprzedali Dwór Rosyjski rzeźnikowi Stierowi, który w 1826 r. otworzył w nim luksusowy hotel. Hotel ten szczycił się wysoką renomą, wielokrotnie nocował w nim cesarz Wilhelm I.
W okresie grynderskim po 1871 r. nastąpiły na Zeil poważniejsze przemiany, gdy ulica przekształciła się w ciąg handlowy. Wielkie domy towarowe i handlowe zastąpiły barokowe i klasycystyczne pałace miejskie. Do najważniejszych budynków tej epoki należała frankfurcka Poczta Główna z lat 1890–1891, pod którą wyburzono Rotes Haus, Russischer Hof i Darmstädter Hof. Nowa poczta zwieńczona była wydatną i widoczną z daleka kopułą, ponadto na obu końcach elewacji ulicznej znajdowały się wieżyczki z dalszymi kopułami. Przez prowadzącą na dziedziniec bramę przejeżdżały tramwaje pocztowe, przewożące do i z Dworca Głównego i Wschodniego korespondencję.
W 1881 r. przedłużono Zeil, która dotychczas sięgała tylko od Hauptwache do Konstablerwache, o około pół kilometra na wschód. Przedłużenie, nazwane początkowo Neue Zeil (nowa Zeil) stanowiło jedną w wielu nowych ulic, które w tym czasie przebito przez 550-letnie Nowe Miasto.